# Bitwa u ujścia Jalu
Bitwa u ujścia Jalu – bitwa morska, która miała miejsce 17 września 1894 roku, podczas wojny chińsko-japońskiej (1894–1895), zakończona klęską floty chińskiej.

## Tło historyczne
Najszybszą drogą zaopatrywania wojsk chińskich w Korei był transport morski przez Zatokę Koreańską. 25 lipca 1894 doszło do starcia z Japończykami pod Asanem (Pungdo); flota chińska straciła dwa mniejsze okręty, zatopiony został także brytyjski transportowiec, na którym zginęło ponad 900 chińskich żołnierzy. Następstwem starcia była eskalacja działań na lądzie, a także naciski ze strony rządu pekińskiego, by północna flota chińska, tzw. flota Beiyang, podjęła aktywniejsze działania przeciw Japończykom, w szczególności zabezpieczyła linie komunikacyjne.
Flota Beiyang składała się z okrętów zbudowanych przed 1890. Postęp techniczny w końcu XIX w. był nader szybki, w efekcie okręty, choć stosunkowo nowe, były już przestarzałe: w szczególności brakowało na nich szybkostrzelnych dział średnich kalibrów. Chińczycy mieli też kłopoty z wyszkoleniem załóg i kadry dowódczej oraz z zaopatrzeniem okrętów, wobec ogromnej korupcji. Japończycy, choć dysponujący flotą podobnych rozmiarów (nie posiadali wszakże pancerników), mieli okręty nowocześniejsze i lepiej wyposażone. Obu stronom brakowało doświadczenia bojowego.

## Działania przed bitwą
17 sierpnia flota chińska przypłynęła do Dagu, chcąc załadować granaty artyleryjskie, co się nie powiodło. Krytykowany za bezczynność admirał Ding, przeszedł do Weihaiwei, skąd 12 września wykonał zagon pod wybrzeża koreańskie, nie napotykając przeciwnika. Wrócił więc 15 września do Dagu, skąd przeprowadził do ujściu rzeki Jalu 5 parowców przewożących chińskie wojska w sile 4 tys. ludzi, którzy zostali wysadzeni na ląd następnego dnia. Lądowanie bezpośrednio osłaniane było przez pancernik obrony wybrzeża „Pingyuan”, kanonierkę torpedową „Guangbing” i torpedowce „Fulong” i „Zuodui” oraz dwie mniejsze kanonierki.
Pozostałe okręty zakotwiczyły przed ujściem rzeki Dayang, ok. 10 mil na południe od wyspy Dalu – były to: pancerniki: „Dingyuan” (flagowy okręt admirała Dinga) i „Zhenyuan”, krążowniki pancerne: „Jingyuan” i „Laiyuan”, krążowniki pancernopokładowe: „Zhiyuan”, „Jingyuan” i „Jiyuan”, krążowniki nieopancerzone „Yangwei” i „Chaoyong” oraz  korweta „Guangjia”.
Rankiem 17 września na horyzoncie pojawiły się okręty japońskie pod dowództwem wiceadmirała Ito – dwie eskadry zbliżały się w szyku torowym, z prędkością ok. 10 węzłów. Pierwsza, tzw. Szybka Eskadra, złożona była z nowoczesnych krążowników pancernopokładowych: „Yoshino” (flagowy okręt kontradmirała Tsuboi), „Takachiho”, „Akitsushima” i „Naniwa”. Druga tworzyła siły główne, złożone krążowników pancernopokładowych: „Matsushima” (flagowy okręt wiceadmirała Ito), „Chiyoda”, „Itsukushima” i „Hashidate” oraz starej korwety pancernej „Hiei” i starego okrętu pancernego „Fuso”. Kanonierka „Akagi” i uzbrojony parowiec „Saikyo Maru” płynęły nieco z tyłu, poza linią bojową.
Siły chińskie posiadały 22 działa ciężkie i 20 dział o średnim kalibrze, były to jednak działa przestarzałe, o niskiej szybkostrzelności. Japończycy posiadali przestarzałe 12 dział ciężkich i 24 średnich oraz 66 nowoczesnych, szybkostrzelnych dział o kalibrze 120 - 152 mm. Po stronie japońskiej była dwukrotna przewaga w prędkości okrętów, zaś chińskie okręty (nie wszystkie) były lepiej opancerzone.

## Przebieg bitwy

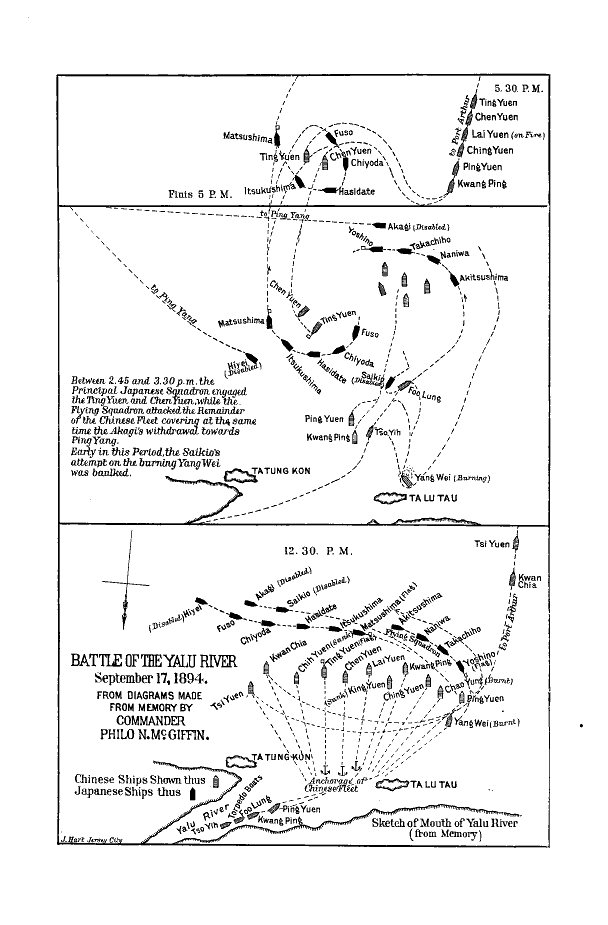
Bitwa u ujścia Yalu. Od dołu:
1. początkowe uszykowanie flot o godz. 12.30
2. główna faza starcia, zwarcie flot, ok. 14.30
3. wycofanie się resztek eskadry chińskiej i koniec bitwy, ok. 17.30

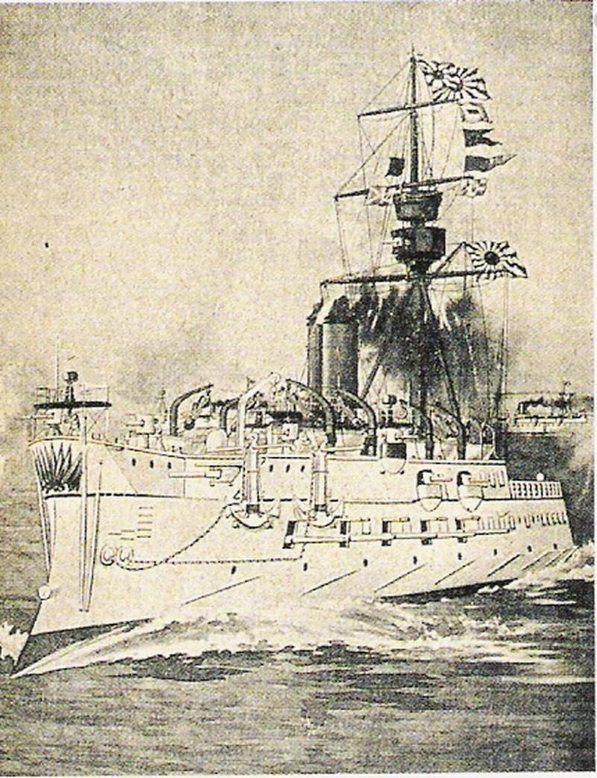
Japoński okręt flagowy „Matsushima”

Siły chińskie wypłynęły na spotkanie przyjmując szyk klina – wygięcie linii spowodowane było to kłopotami z utrzymaniem prędkości przez starsze jednostki chińskie, mimo że eskadra robiła zaledwie ok. 6 węzłów. Okręty bezpośrednio osłaniające desant wojsk – grupa „Pingyuana” – zajęły pozycję z tyłu. Równoległy szyk okrętów wynikał z przestarzałego rozmieszczenia artylerii głównej na chińskich okrętach, które miały ograniczone możliwości prowadzenia ognia na burty. Okręty chińskie posiadały również wzmocnienia dziobów, co umożliwiało taranowanie przeciwnika. Możliwość ta była czysto teoretyczna, ponieważ jednostki japońskie były dwukrotnie szybsze i lepiej manewrowały. W związku z możnością utraty łączności w czasie bitwy (do czego rzeczywiście doszło, na skutek uszkodzeń okrętu flagowego i dymu prochowego zasnuwającego pole bitwy), ustalono, że w takim przypadku okręty chińskie będą działać parami, nawzajem się wspierając. Linia chińska składała się z następujących par: „Jiyuan” i „Guangjia”, „Zhiyuan” i „Jingyuan”, „Dingyuan” i „Zhenyuan”, „Laiyuan” i „Jingyuan” oraz „Yangwei” i „Chaoyong”.
Ok. 12:50, po zbliżeniu się przeciwników na odległość około 5500 m, Chińczycy otworzyli ogień. Pierwsza salwa z pancernika „Dingyuan” była za krótka, by wyrządzić szkody Japończykom, natomiast ogłuszyła przebywającego wciąż jeszcze na odkrytym pomoście, admirała Dinga, który nie odzyskał przytomności przez cały czas trwania walki. Okręty japońskie odpowiedziały dopiero po zbliżeniu się na 3000m. 
Pierwsza eskadra japońska przeszła koło prawego skrzydła chińskiego, zasypując szybkim ogniem krążowniki „Yangwei” i „Chaoyong”. Te nieopancerzone okręty nie były przeznaczone do walki w linii i wybuchły na nich gwałtowne pożary. Początkowo Japończycy chcieli okrążyć eskadrę chińską, lecz obawiając się ognia i ataków torpedowych ze strony podążającej za siłami głównymi grupy „Pingyuana” skręcili w lewo, a następnie ruszyli na pomoc trzem wolniejszym okrętom drugiej eskadry („Akagi”, „Fuso” i „Hiei”), które nie mogąc dotrzymać tempa krążownikom weszły między okręty chińskie. Linia chińska się rozpadła, okręty operowały parami. Krążowniki japońskie utrzymały szyk i prędkość, a ich szybkostrzelne działa siały spustoszenie wśród okrętów chińskich.
„Jiyuan” uciekł z pola walki, odniósłszy tylko lekkie uszkodzenia i zawinął następnego dnia do Port Arthur; podążyła za nim korweta „Guangjia”, z tym że zamiast do portu weszła na mieliznę w zatoce daliańskiej i została wysadzona przez własną załogę, gdy odnaleźli ją Japończycy.
Płonący krążownik „Chaoyong” zatonął na płytkiej wodzie; „Yangwei” wyrzucił się na brzeg wyspy Dalu i następnego dnia został dobity miną wytykową przez kuter z „Chiyody”. Słabsze okręty japońskie też zostały poważnie uszkodzone, choć kanonierce „Akagi” udało się wzniecić potężny pożar na krążowniku „Laiyuan”; wielokrotnie trafiony „Saikyo Maru” szczęśliwie uniknął chińskich torped. Mniej szczęścia miały krążowniki „Zhiyuan”, który zatonął ok. 3.30 i „Jingyuan”, który przewrócił się godzinę później. 
Obydwa chińskie pancerniki oraz krążownik pancerny „Laiyuan” dzielnie walczyły i uzyskiwały liczne trafienia na okrętach japońskich, jednak nie wszystkie pociski wybuchały, gdyż skorumpowane władze chińskie sprowadziły tańszą amunicję ćwiczebną wypełnioną trocinami lub piaskiem. Nieskuteczność ognia chińskiego podkreśla McGiffin, który ocenia, że Chińczycy strzelali celniej, ale brak wybuchowych granatów zapobiegł zatopieniu okrętów japońskich. Przykładowo, uzbrojony transportowiec „Saiko Maru” otrzymał co najmniej cztery trafienia pociskami 305 mm, a „Hieyi” w pewnym momencie przeszła między chińskimi pancernikami. Wielokrotnie trafiona z obu burt, przeżyła ostrzał - niektóre pociski przeszły na wylot przez kadłub.
Jeden z celnych pocisków chińskich spowodował wybuch amunicji na krążowniku „Mastushima” i flagowy okręt japoński został wyłączony z bitwy. Admirał Ito, obawiając się ataków chińskich torpedowców po zmierzchu i wobec wyczerpania amunicji, odstąpił od pościgu, szczęśliwie dla Chińczyków, którym amunicja też się skończyła (pancerniki miały po 20 pocisków do dział ciężkich i żadnych do dział średniego kalibru). Bitwa zakończyła się ok. 17:30. Po zmierzchu ocalałe okręty chińskie udały się w kierunku Port Arthur, dokąd zawinęły następnego dnia.

## Skutki

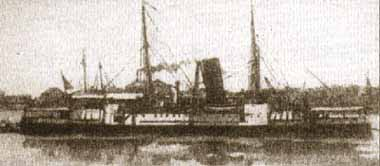
Krążownik „Chaoyong”, który zatonął w bitwie pod Yalu

W wymiarze zadanych strat, bitwa była zdecydowanym strategicznym zwycięstwem japońskim, aczkolwiek nie zdołali oni wyłączyć z akcji żadnego z najgroźniejszych chińskich pancerników. Z drugiej strony, japońska flota nie zrealizowała celu taktycznego, jakim było niedopuszczenie do lądowania u ujścia Jalu, i jako pierwsza się wycofała. Flota chińska zachowała swój potencjał, mimo to na skutek poważnych strat i upadku ducha bojowego, jej dalsze działania były niezdecydowane. Japonia zaś w praktyce uzyskała panowanie na morzu i miała pełną swobodę podczas dalszych działań. Winą za klęskę obarczono adm. Dinga, którego nie pozbawiono wszakże dowództwa, i politycznego protektora floty Beiyang, Li Hongzhanga, a także zachodnich doradców, którzy zostali zwolnieni ze służby. Tych ostatnich trudno było winić – w szczególności komandor P.N. McGiffin, oficjalnie doradca dowódcy „Zhenyuana”, odznaczył się, sprawnie dowodząc okrętem (chiński kapitan uległ atakowi paniki i porzucił stanowisko dowodzenia).
Okręty chińskie, bardzo poważnie uszkodzone, w większości z wypalonymi nadbudówkami, zostały przynajmniej częściowo naprawione w Port Arthur. Mimo że baza była silnie umocniona, armia chińska ponosiła kolejne porażki i nie było pewności czy obroni port i flotę. Dlatego 20 października eskadra przeszła do Weihaiwei, nie atakowana przez przeciwnika. 24 października wojska japońskie wylądowały na półwyspie Liaodong, 20 listopada uderzyły na miasto i zdobyły je w ciągu 24 godzin. W styczniu 1895 Japończycy wylądowali na półwyspie szantuńskim, oblegli i ostatecznie zdobyli Weihaiwei, gdzie zniszczyli bądź zdobyli resztki floty Beiyang.